# کایلوا، شهرستان هاوایی، هاوایی
کایلوا، شهرستان هاوایی (به انگلیسی: Kailua) یک منطقهٔ مسکونی در ایالات متحده آمریکا است که در شهرستان هاوایی، هاوایی واقع شده‌است. کایلوا، شهرستان هاوایی ۱۰۳٫۳ کیلومتر مربع مساحت و ۱۱٬۹۷۵ نفر جمعیت دارد و ۲٫۱۳ متر بالاتر از سطح دریا واقع شده‌است.

## خواهرخوانده
شهر جیبوتی خواهرخواندهٔ کایلوا، شهرستان هاوایی، در هاوایی هست.